# مهرجان كان السينمائي 1995
مهرجان كان السينمائي لعام 1995 هو الدورة الـ48 للمهرجان عقد في 17 إلى 28 مايو من عام 1995، وحصل فيلم "Underground" للمخرج اليوغسلافي أمير كوستوريتسا على السعفة الذهبية.